# Anglès (Hiszpania)
Anglès – gmina w Hiszpanii, w prowincji Girona, w Katalonii, o powierzchni 16,33 km². W 2011 roku gmina liczyła 5719 mieszkańców.